# Karina Ferrari
Karina Duarte da Silva Ferrari (Rio de Janeiro, 7 de dezembro de 1998) é uma passista e ex-atriz brasileira. Ficou conhecida pelo seu papel em Caminho das Índias como Anusha Ananda, personagem que garantiu indicação em dois prêmios.
Karina foi passista na Beija-Flor, escola campeã do carnaval carioca em 2011. Além disso, foi madrinha e princesa de bateria da Infantes do Lins e Lins Imperial, respectivamente.

## Biografia
Filha de Rosane Duarte da Silva Ferrari e de Alexandre Ferrari, foi descoberta na escola de dança de Carlinhos de Jesus, tendo começado a fazer aula de dança desde os três anos de idade. Iniciou sua carreira participando de inúmeras peças de teatro, na curta-metragem U-Mundo e no DVD  Xuxa só para Baixinhos 6 - Xuxa Festa, sendo que sua primeira atuação na televisão foi em 2006, fazendo uma participação especial na série Um Menino muito Maluquinho, pelo episódio Baleia de Rio.

## Carreira de atriz
Em 2009, na telenovela Caminho das Índias, a atriz interpretou a Anusha Ananda, filha de Surya (Cleo) e Amithab Ananda (Danton Mello). No fim do mesmo ano, Karina foi capa da revista Molde & Cia Especial Infantil junto com Cadu Paschoal e Laura Barreto.
Em 2010, interpretou a Juliana em Araguaia, uma das alunas do colégio de Girassol. Dois anos depois, voltou as telinhas vivendo a Samantha em Salve Jorge, personagem que pretende ser uma funkeira, seguindo o mesmo caminho de sua irmã Lurdinha (Bruna Marquezine).
Desde fevereiro de 2015, integra uma companhia de dança de hip hop e street dance.
Apesar da pouca idade, Karina Ferrari participou da terceira edição da Dança das Crianças no Domingão do Faustão como jurada técnica. Os ritmos foram rock, forró, batidão sertanejo, hip hop e gafieira. Mais tarde Karina voltou ao palco do Domingão para rever seu trabalho como jurada técnica.
Karina iria participar entre os dias 11 e 15 de outubro de 2010 do quadro Vídeo Game, dentro do Video Show, disputando a vitória na semana da criança, mas foi eliminada em 12 de outubro nos porquinhos. Karina escolheu o porquinho branco que tinha sete merrecas e Gabriel Kaufmann escolheu o porquinho vermelho que teve onze merrecas.

## Maternidade
Em 05 de outubro de 2018, nasceu Kael Ferrari Kim, fruto de seu relacionamento de três anos com o dançarino brasileiro Pedro Kin. O bebê nasceu no Hospital Amiu Mulher, na Freguesia (Jacarepaguá) na cidade do Rio de Janeiro. O anuncio oficial pela ex-atriz foi feito apenas no sábado dia 06 de outubro de 2018, um dia após o nascimento. A ex-atriz que engravidou com apenas 19 anos de idade, optou por manter a gestação toda em segredo do público, revelando apenas para poucas pessoas do seu círculo mais íntimo.

## Carnaval
Karina Ferrari já desfilou no Sambódromo da Marquês de Sapucaí, no Rio de Janeiro em diversas oportunidades: Foram três anos da Mangueira do Amanhã, além de uma temporada na Portela (2010) e outra na Beija-Flor (2011); esta última, desfilou como passista, escola eleita campeã naquele ano.
Foi madrinha de bateria da escola de samba mirim Infantes do Lins entre 2009 e 2012. Três anos depois, Karina foi princesa de bateria Verdadeira Furiosa, da Lins Imperial, após desfilar pela segunda vez na escola.

## Filmografia

### Televisão
| Ano  | Título                     | Papel            | Notas                   | Ref                 |
| ---- | -------------------------- | ---------------- | ----------------------- | ------------------- |
| 2006 | Um Menino muito Maluquinho | Tatiana (5 anos) | Episódio: Baleia de Rio | [ 8 ] [ 30 ] [ 31 ] |
| 2009 | Caminho das Índias         | Anusha Ananda    | Elenco principal        | [ 10 ]              |
| 2009 | Chico e Amigos             | Xamã             | Especial de Fim de Ano  | [ 32 ]              |
| 2010 | Araguaia                   | Juliana          |                         | [ 12 ] [ 13 ]       |
| 2012 | Salve Jorge                | Samantha         |                         | [ 33 ]              |

## Teatro
| Ano  | Título                  | Papel | Ref    |
| ---- | ----------------------- | ----- | ------ |
| 2010 | A Rosa Branca Encantada | Maria | [ 34 ] |

## Prêmios e indicações
Em 28 de março de 2010, Karina foi indicada ao prêmio Melhores do Ano, na categoria de "Melhor Ator ou Atriz Mirim", pela personagem Anusha de Caminho das Índias. Em 3 de maio do mesmo ano, a atriz recebeu outra indicação, desta vez pelo 12º Prêmio Contigo! de TV, no quesito "Melhor Atriz Infantil".
| Ano  | Prêmio                | Categoria                  | Trabalho                     | Resultado | Ref           |
| ---- | --------------------- | -------------------------- | ---------------------------- | --------- | ------------- |
| 2010 | Melhores do Ano       | Melhor Ator ou Atriz Mirim | Anusha em Caminho das Índias | Indicada  | [ 35 ] [ 36 ] |
| 2010 | Prêmio Contigo! de TV | Melhor Atriz Infantil      | Anusha em Caminho das Índias | Indicada  | [ 37 ] [ 38 ] |